# Anders Larsson (operasångare)
Jöns Olof Anders Larsson, född 24 april 1969 i Östersund i Jämtland, är en svensk operasångare (baryton). Han är även verksam som konsertsångare och sångpedagog samt som författare och historiker.

## Biografi
Anders Larsson började i högstadiet ta sånglektioner för pedagogen Arnold Österlund i Östersund och efter gymnasiet vidare för sångpedagogen Birgitta Sundquist vid Kopparbergs läns landstings högre musikskola i Falun (Musikkonservatoriet i Falun). Efter militärtjänstgöringen studerade Anders solosång och Diplom vid Kungliga Musikhögskolan i Stockholm för Kerstin Wahlström-Olsson. 
Under studietiden i Stockholm debuterade Anders parallellt på den nybyggda Göteborgsoperan 1994 som greven i Figaros bröllop och gjorde internationella operadebut 1996 i titelrollen Eugéne Onegin i regi av kompositören Gian Carlo Menotti vid Spoleto-festivalen (Festival dei Due Mondi) i Italien.
Anders Larsson var under många år knuten till Kungliga Operan och Göteborgsoperan, men gästade samtidigt under 20-års tid ett flertal europeiska och amerikanska opera-, och konserthus, där Glyndebourne Festival Opera, Deutsche Oper Berlin, Frankfurtoperan, Teatro Real (Madrid), Liceu (Barcelona), San Francisco Symphony, Det Kongelige Teater, Barbican Hall och De Munt (Bryssel) etc kan nämnas.
Anders erhöll 1992 Birgit Nilsson-stipendiet och Kristina Nilsson-stipendiet två gånger, 1991 och 1993, samt Martin Öhman-stipendiet 1993. Han vann den svenska uttagningen till Plácido Domingo World Opera Contest 1994 och representerade  i sångtävlingen Cardiff Singer of the World 1997.
Under pandemin 2020 sjöng han barytonsolo i Gabriel Faurés Requiem på den TV-sända minneshögtiden över Covid-19-pandemins offer i Uppsala domkyrka i närvaro av kung Carl XVI Gustaf och drottning Silvia. År 2023 uruppförande Anders orkesterverket SALT av Albert Schnelzer i Göteborgs konserthus till Göteborgs 400-årsjubileum.

## Priser och utmärkelser
- 2017 - Stiftelsen Kungliga Teaterns solisters stipendium ur Erik Saedéns minnesfond.[5]
- 1995 - Svenska Wagnersällskapets Bayreuth-stipendium.
- 1994 - Den Nordiska Första S:t Johannis-Logens Jubelfonds-stipendium.
- 1994 - Kungliga Musikaliska akademiens Magda och Ingrid Leijonmarcks stipendium.
- 1994 - First prize winner in the Swedish National Contest. Placido Domingo World Opera Contest.
- 1993 - Martin Öhman-stipendiet.
- 1993 - Kungliga Musikaliska akademiens Kristina Nilsson-stipendium.
- 1993 - Gillis Bratt-stipendiet (Konstnärsringen).
- 1993 - Juristhusets och Henning Sjöströms stora sångarpris.
- 1993 - Jämtlands läns Kulturstipendium, Peterson-Berger-stipendiet.
- 1992 – Birgit Nilsson-stipendiet
- 1991 - Kungliga Musikaliska akademiens Kristina Nilsson-stipendium.
- 1991 – Joel Berglund-stipendiet

## Operaroller i urval
- Goya i Den döves hus (Göteborgsoperan)
- Belcore i Kärleksdrycken (Kungliga Operan)
- Alfonso i Lucretia Borgia (Malmö Opera)
- Greven i Figaros bröllop (Glyndebourne Festival Opera och Kungliga Operan, Göteborgsoperan etc.)
- Papageno i Trollflöjten (Wermland Opera)
- Guglielmo i Cosi fan Tutte (Göteborgsoperan)
- Mandryka i Arabella (Göteborgsoperan)
- Harlekin i Ariadne auf Naxos (Minnesota Orchestra)
- Greven i Capriccio (Det Kongelige Teater och Kungliga Operan)
- Germont i La traviata (Staatsoper Unter den Linden, Frankfurtoperan, Kungliga Operan och Det Kongelige Teater)
- Ford i Falstaff (Kungliga Operan)[6]
- Rodrigo i Don Carlos (Frankfurtoperan)
- Rigoletto i Rigoletto (Opera Zuid, Maastricht och Operaen, Kristiansund).
- Pelléas i Pelléas och Mélisande (La Monnaie, Bryssel)
- Djävlarna i Hoffmanns äventyr (Kungliga Operan)
- Lescaut i Manon Lescaut (Kungliga Operan)
- Marcello i La Bohéme (Det Kongelige Teater och Göteborgsoperan)
- Sharpless i Madama Butterfly (Folkoperan)
- Don Alvaro i Resan till Reims (Göteborgsoperan)
- Young Mariner i Ballata (La Monnaie)
- Macduff i Macbeth (Bloch) (Frankfurtoperan)
- Don Fernando i Fidelio (Liceu och Göteborgs konserthus)
- Falke i Läderlappen (Kungliga Operan, Göteborgsoperan och Wermland Opera)
- Escamillo i Carmen (Göteborgsoperan och Dalhalla)
- Silvio i Pajazzo (La Monnaie)
- Creonte i L'anima del filosofo, ossia Orfeo ed Euridice (Nederlandse Reisopera)
- Valentin i Faust (opera) (Folkoperan)
- Fritz (Pierrot) i Die tote Stadt (Wermland Opera)
- Eugene Onegin i Eugen Onegin (Kungliga Operan, Spoleto festival och Malmö Opera)
- Der Kaiser Overall i Der Kaiser von Atlantis (Frankfurtoperan)
- Gunther i Götterdämmerung (Wermland Opera)
- Der Heerrufer i Lohengrin (Teatro Real)
- Wotan i Rhenguldet (Dalhalla)[7]
- Donner i Rhenguldet (Göteborgs konserthus, Wermland Opera)
- Amfortas i Parsifal (Malmö Opera)
- Reuterholm i Tintomara (Läckö Opera)
- Rånaren i Att dö på sin post (Vattnäs konsertlada)

## Diskografi

### Opera
- Waldemar Atterdag i Andreas Halléns Waldemarsskatten. Dirigent B. Tommy Andersson (2023) tillsammans med Sveriges Radios Symfoniorkester och Lena Hoel mfl. Stockholm. Sterling Records.
- Der Heerrufer i Richard Wagners Lohengrin. Dirigent Hartmut Haenchen (2014). I rollen som Der Heerufer med Goran Juric, Catherine Naglestad, Dolora Zajick med flera. Madrid CD1000000 (www.operapassion.com).
- Amfortas i Richard Wagners Parsifal. Dirigent Leif Segerstam (2012) med Thomas Mohr, Susanne Resmark, Reinhard Hagen med flera. Malmö CD96063 (www.operapassion.com).
- Young Mariner i Luca Francesconis Ballata. Dirigent: Ono Kazushi (2011). Bruxelles. Stradivarius, Ricordi oggi.
- Ford i Verdis Falstaff. Dirigent Pier Giorgio Morandi (2008) med Ingrid Tobiasson, Loa Falkman med flera. Stockholm CD12136. (www.operapassion.com).
- Mandryka i Richard Strauss Arabella. Dirigent Olaf Henzold (2006) med Nina Stemme, Anders Lorentzson med flera. House of Opera Gothenburg CD10535 (www.operapassion.com).
- Harlekin i Richard Strauss Ariadne auf Naxos. Dirigent Jeffrey Tate (1999) tillsammans med Eaglen, Villars, Makarina, Fox, Donose, Pescevich, Peterson. Minneapolis CD656 (www.operapassion.com).
- Pelléas i Debussys Pelléas et Mélisande. Dirigent George Benjamin (1999) tillsammans med Juanita Lascarro, José van Dam, Anne Gjevang, Donald McIntyre med flera. Bruxelles CD5337 (www.operapassion.com).
- Yamadori i Puccinis Madama Butterfly. Dirigent Richard Buckley (1995) med Nina Stemme, Ulrika Tenstam, Tomas Lind, Mats Persson med flera. Gothenburg CD8841 (www.operapassion.com).

### Romans/Lieder
- Nordic romance med Karin Ingebäck och Matti Hirvonen (2004) Intim musik.
- Åtta barfotasånger av Allan Pettersson med Nordic Chamber Orchestra under ledning av Christian Lindberg (2009) BIS.
- Allan Pettersson - Complete Edition BIS-9062 SACD. Anders Larsson, Christian Lindberg mfl. EAN 7318599990620 (2024) BIS.

### Övrigt
- Julkonsert med Stockholms Studentsångare. Dirigent: Göte Widlund (1993) Artemis.
- Baryton-solist i Förklädd gud och Den Heliga Natten av Lars-Erik Larsson och Hilding Rosenberg. Dirigent: Petter Sundkvist (1995) Naxos.
- Winter Wonderland med Östersunds blåsarkvintett (1999) Home records.
- The best of Lars-Erik Larsson (2002) Naxos.
- Orestes i Daniel Börtz Hans namn var Orestes med Kungliga Filharmonikerna. Dirigent: Alan Gilbert (2008) BIS.
- Dikt 1598–1939. Svensk och finlandssvensk lyrik i uppläsning av svenska och finlandssvenska skådespelare (cd-bok) (2009) Weyler förlag.
- Bas-solist i Requiem av Fredrik Sixten med Svenska radiokören. Dirigent: Ragnar Bohlin (2013) Intim Musik.